# هاکی
هاکی اصطلاحی است که برای اشاره به خانواده‌ای از انواع مختلف ورزش‌های تیمی تابستانی و زمستانی استفاده می‌شود. این ورزش‌ها می‌توانند در یک زمین بیرون از سالن یا در محیطی دارای لایه‌ای از یخ یا در زمین خشک انجام گیرند. این ورزش‌ها در قوانین خاص، تعداد بازیکنان، پوشاک و سطح بازی متفاوت هستند اما ویژگی‌های مشترکی نیز دارند مثلاً همگی این ورزش‌ها در قالب دو تیم مقابل هم انجام می‌شوند که بازیکنان از یک «چوب» برای به جلو راندن توپ یا دیسک به سمت دروازهٔ حریف استفاده می‌کنند.
انواع مختلفی از هاکی وجود دارد. در برخی از انواع هاکی از اسکیت‌های چرخدار یا تیغه‌دار استفاده می‌شود و در برخی انواع این کار انجام نمی‌شود. هاکی روی چمن، هاکی روی یخ، اسکیت هاکی، هاکی با چرخ و فلورهاکی انواعی از ورزش هاکی هستند.
در هر یک از این ورزش‌ها، دو تیم با استفاده از یک چوب هاکی سعی می‌کنند جسم بازی، شامل یک نوع توپ یا دیسک (مثل پاک یا توپ هاکی) را به سمت دروازهٔ حریف روانه کنند. در دو مورد استثنای قابل توجه از انواع هاکی، از یک چوب مستقیم و یک دیسک باز (که همچنان پاک نامیده می‌شود) و یک سوراخ در مرکز زمین استفاده می‌شود. مورد نخست، یک سبک هاکی روی زمین است که قوانین آن در سال ۱۹۳۶ در طول رکود بزرگ توسط سام جکس کانادایی تدوین شد. مورد دوم شامل گونه‌ای است که بعداً تقریباً در دههٔ ۱۹۷۰ اصلاح شد تا یک بازی مرتبط ساخته شود و به‌عنوان یک ورزش تیمی در المپیک در نظر گرفته شود. بازی روی زمین رینگت، اگرچه مربوط به هاکی روی زمین است، اما یک نوع واقعی هاکی نیست و در دههٔ ۱۹۹۰ طراحی شد و از ورزش تیمی اسکیت روی یخ کانادایی رینگت که در سال ۱۹۶۳ در کانادا اختراع شد، الگوبرداری شد. رینگت نیز توسط سم جکس، همان کانادایی که قوانین سبک دیسک باز هاکی روی زمین را در سال ۱۹۳۶ تدوین کرد، ابداع شد.
ورزش‌های خاصی که ویژگی‌های کلی و شباهت‌هایی به هاکی دارند، اما به‌طورکلی گونه‌ای از هاکی شناخته نمی‌شوند عبارت‌اند از: لاکراس، هورلینگ، کاموگی و شینتی.

## واژه‌شناسی
نخستین مورد ثبت‌شدهٔ استفاده از واژهٔ «هاکی» در متن یک بیانیهٔ سلطنتی که در سال ۱۳۶۳ میلادی توسط ادوارد سوم در مورد منع استفاده از هرگونه ورزش و بازی، است. متن بیانیه:
...at no tyme to use ne occupye the horlinge of the litill balle with hockie stickes or staves, nor use no hande ݥ to play withoute walles, but only greate foote balle[6
ریشهٔ واژه هاکی در نوع خود از نظر منشأ، ناشناخته است. اگرچه به‌نظر می‌رسد احتمالاً از واژهٔ " ۹۹:+(؛اپݐک  hoquet" یک واژهٔ فرانسوی میانه برای اشاره به چماق چوپانان باشد.
در بیشتر نقاط جهان، اصطلاح هاکی بدون توضیح به هاکی روی چمن اشاره دارد، درحالی‌که در کانادا، ایالات متحده، روسیه و بیشتر اروپای شرقی و شمالی، این اصطلاح معمولاً به هاکی روی یخ اشاره دارد.

## تاریخچه

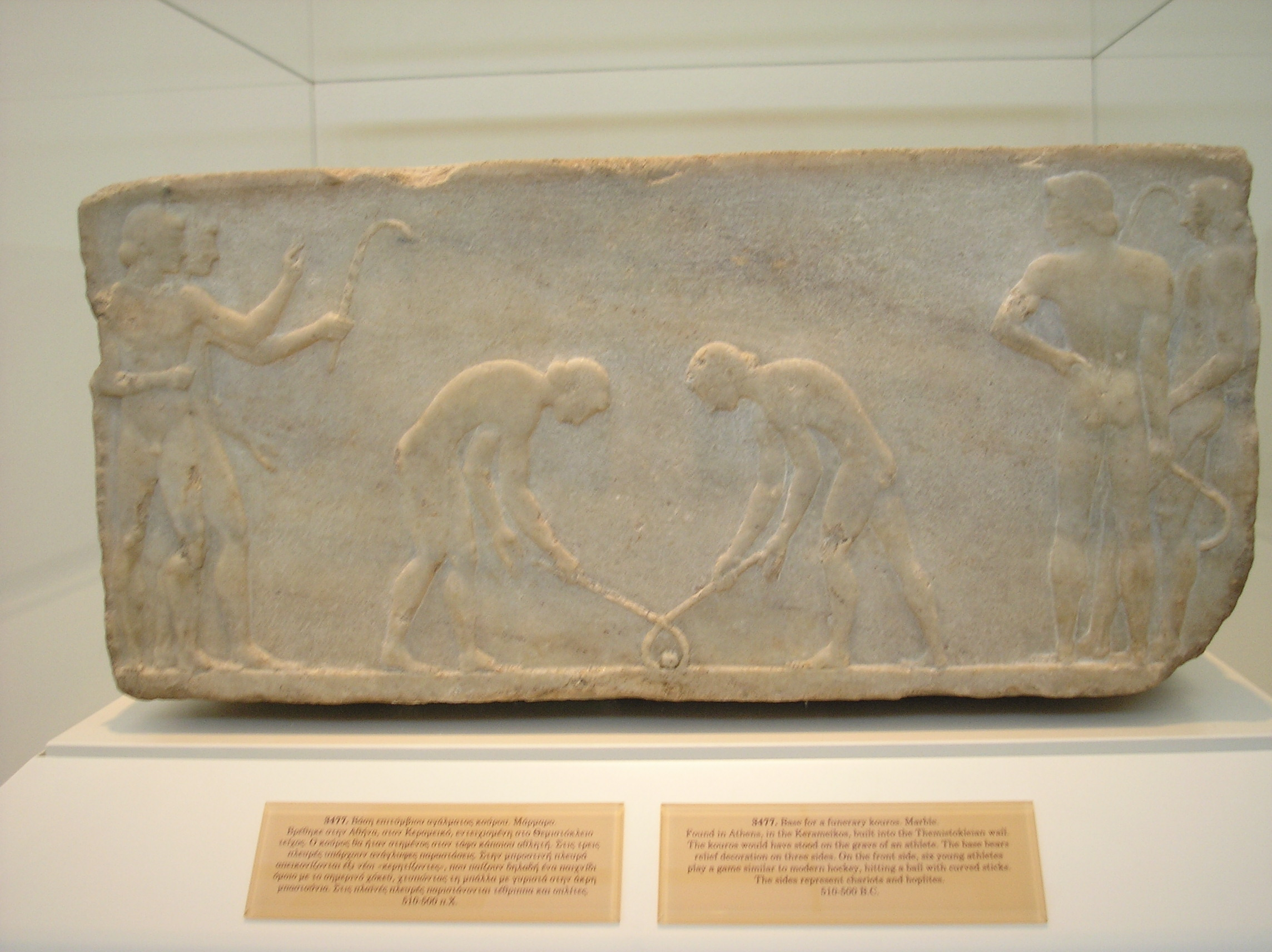
نقش برجستهٔ نشان‌دهندهٔ بازی هاکی، ۶۰۰ سال پیش از میلاد (۲۶۱۳ سال قبل)

بازی‌های انجام شونده با چوب دستی خمیده و یک توپ در تاریخ بسیاری از ملت‌ها یافت می‌شود. در مصر، حکاکی‌های ۴۰۰۰ ساله تیم‌هایی با چوب و پرتابه را نشان می‌دهند. تاریخ هورلینگ به سال ۱۲۷۲ پیش از میلاد در ایرلند برمی‌گردد. تصویری از حدود ۶۰۰ سال پیش از میلاد در یونان باستان وجود دارد که نمایان‌گر بازی با شاخ یا چوب‌دستی‌هایی شبیه شاخ است. در مغولستان داخلی، مردم دائور حدود ۱۰۰۰ سال است که بیکو، (بازی شبیه به هاکی روی چمن مدرن) را بازی می‌کنند.
در سدهٔ نوزدهم، شکل‌ها و تقسیم‌بندی‌های مختلف بازی‌های تاریخی مشابه هاکی شروع به تمایز و ادغام در ورزش‌های تعریف‌شدهٔ امروزی کردند. سازمان‌هایی که به تدوین قوانین و مقررات اختصاص داشتند شروع به شکل‌گیری کردند و نهادهای ملی و بین‌المللی هاکی برای مدیریت رقابت داخلی و بین‌المللی به‌وجود آمدند.

## در ایران
نخستین فدراسیون هاکی در ایران به‌طور رسمی ۱۶ اسفند ۱۳۵۰ تأسیس گردید. یکی از عللی که باعث ایجاد این فدراسیون گردید؛ حضور ورزش هاکی در این دوره از مسابقات بود و ایران نمی‌توانست بدون داشتن فدراسیون در این مسابقات شرکت نماید. پس از تأسیس فدراسیون هاکی، اولین تیم هاکی ایران از بین ۱۸ نفر از تبعه کشورهای هلند، آلمان، هند و پاکستان که در ایران زندگی می‌کردند تشکیل و زیر نظر خداداد جاماسپیان تمرینات خود را در استادیوم شهید شیرودی (امجدیهٔ سابق) شروع کردند.
اولین مربی ایرانی خداداد جاماسپیان بود که آشنایی کاملی با قوانین و مقررات هاکی داشت. بر همین اساس اولین دورهٔ کلاس آموزش هاکی زیر نظر ایشان تابستان ۱۳۵۱ در تهران و با حضور چند تن از افراد شرکت کننده برگزار گردید. محل برگزاری کلاس استادیوم شهید کشوری (استادیوم داوودیه سابق) بود. 

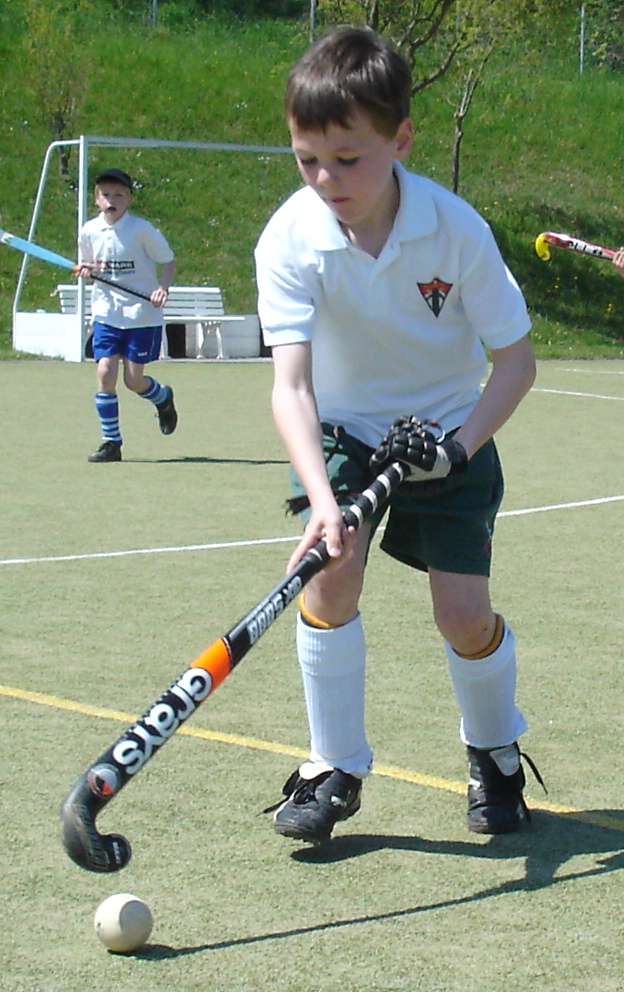
هاکی روی چمن

## انواع هاکی
- هاکی روی یخ (در انگلیسی: Ice hockey) یکی از رشته‌های ورزشی پرطرفدار است که در آمریکای شمالی (ایالات متحده و کانادا) تنها با عنوان «هاکی» نامیده می‌شود. این بازی، یک بازی تیمی است که بر روی یخ انجام می‌شود. ورزش هاکی در کشورهای سردسیری دارای فصل سرما و یخبندان در آنان طولانی است دارای محبوبیت بسیار زیادی است. نهاد اداره‌گر این رشتهٔ ورزشی فدراسیون بین‌المللی هاکی است. هیئت حاکمهٔ بازی‌های بین‌المللی، فدراسیون بین‌المللی هاکی روی یخ (IIHF) متشکل از ۷۷ عضو است. هاکی روی یخ مردان از سال ۱۹۲۴ در بازی‌های المپیک زمستانی بازی می‌شود و در بازی‌های المپیک تابستانی ۱۹۲۰ نیز حضور داشت. هاکی روی یخ زنان در سال ۱۹۹۸ و در بازی‌های المپیک زمستانی ۱۹۹۸ به بازی‌های المپیک زمستانی اضافه شد. لیگ ملی هاکی آمریکای شمالی (NHL) قوی‌ترین لیگ حرفه‌ای هاکی روی یخ است که بازیکنان برتر هاکی روی یخ را از سراسر جهان جذب می‌کند. قوانین NHL کمی متفاوت از قوانینی است که در هاکی روی یخ المپیک در بسیاری از دسته‌ها استفاده می‌شود.[۴]
- باندی با توپ باندی در یک زمین یخی به اندازهٔ زمین فوتبال (پیست باندی)، معمولاً در فضای باز، و با قوانین بسیاری شبیه به فوتبال بازی می‌شود. این ورزش توسط کمیتهٔ بین‌المللی المپیک به رسمیت شناخته شده است. نهاد حاکم بین‌المللی آن فدراسیون بین‌المللی باندی است.
- هاکی سالنی در محیط سالن سرپوشیده معمولاً در فصل سرما انجام می‌شود و با ۶ بازیکن به همراه دروازه‌بان مخصوص انجام می‌گیرد. در هاکی سالنی توپ کاملاً روی زمین گردش خواهد داشت و غیر از محوطهٔ مخصوص که «دی» نام دارد اجازهٔ بلند کردن توپ فقط به سمت دروازه برای ضربه زدن وجود ندارد. برخورد توپ به پا و بدن بازیکنان در طول تایم، خطا محسوب می‌شود. هاکی روی زمین سده‌ها در انگلستان رایج بوده و از سال ۱۹۰۱ به بعد نیز در آمریکا رواج یافته است.[۵]هاکی روی چمن

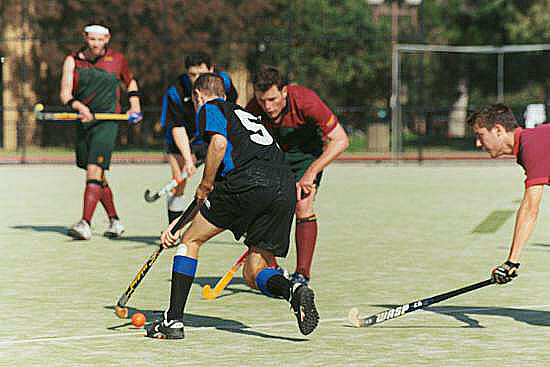
هاکی روی چمن

- هاکی روی چمن یک ورزش گروهی است که بین دو تیم ۱۱ نفره بر روی یک زمین چمن با هدف وارد کردن یک توپ کوچک به‌وسیلهٔ چوب هاکی به دروازهٔ حریف انجام می‌شود. نهاد اداره‌گر این رشتهٔ ورزشی فدراسیون بین‌المللی هاکی است و مهم‌ترین مسابقات این رشتهٔ ورزشی المپیک و جام جهانی هاکی است که هر ۴ سال یک‌بار برگزار می‌شوند. هیئت حاکمهٔ فدراسیون جهانی هاکی (FIH) متشکل از ۱۲۶ عضو است. هاکی روی چمن مردان از سال ۱۹۰۸ در همهٔ بازی‌های المپیک تابستانی به جز سال‌های ۱۹۱۲ و ۱۹۲۴ انجام شده است، درحالی‌که هاکی روی چمن زنان از سال ۱۹۸۰ در بازی‌های المپیک تابستانی بازی می‌شود. چوب‌های هاکی روی چمن مدرن از ترکیبی از چوب، الیاف شیشه یا فیبر کربن (گاهی هر دو) ساخته شده‌اند و J شکل هستند. هاکی روی چمن ورزش ملی پاکستان است.[۶] این ورزش همچنین ورزش ملی هند بود تا این‌که وزارت امور جوانان و ورزش هند در ماه اوت ۲۰۱۲ اعلام کرد که هند ورزش ملی ندارد.[۷]

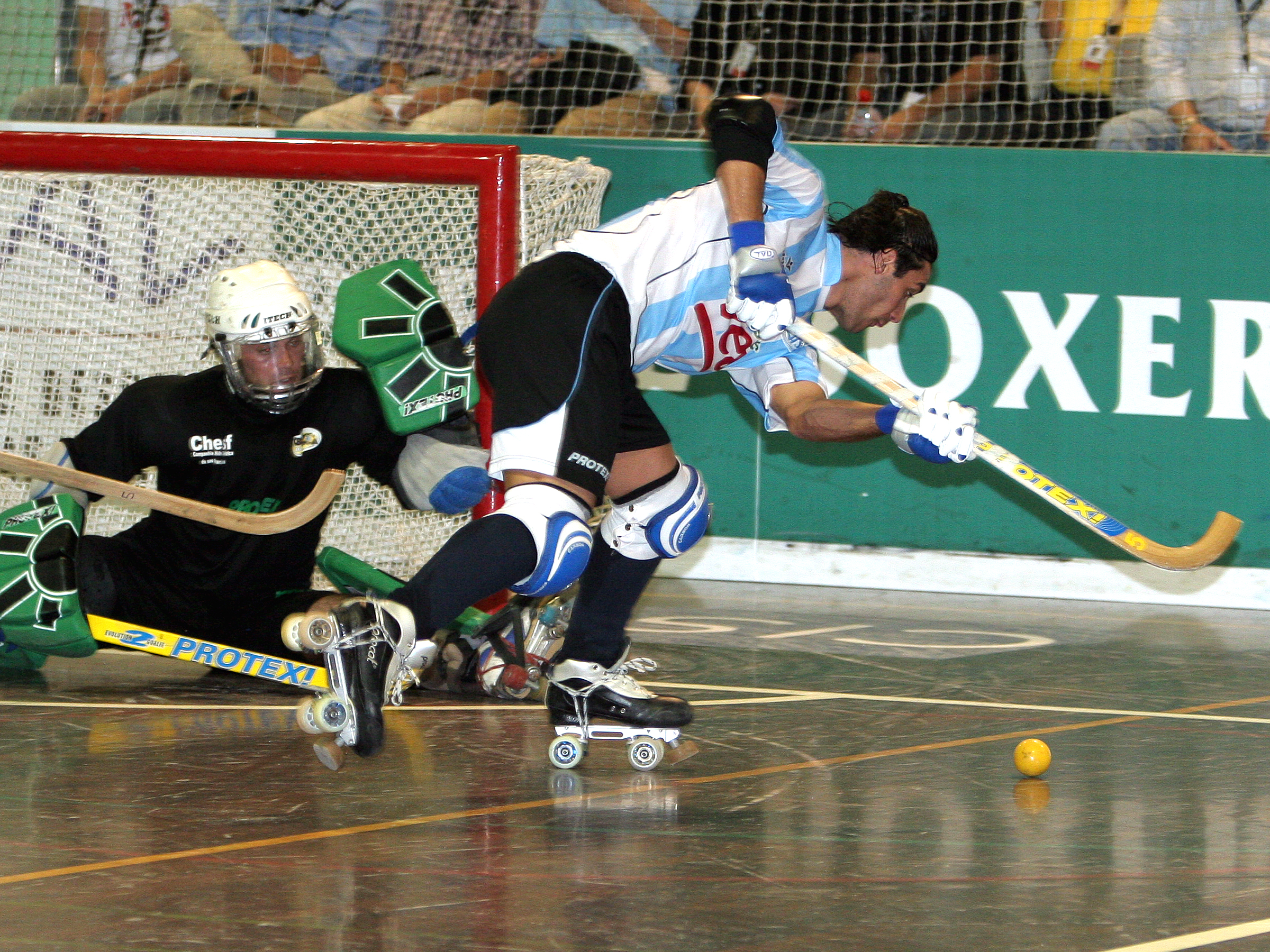
اسکیت هاکی

- اسکیت هاکی یا رولر هاکی که با نام‌های «هاکی چهارگانه»، «هاکی با توپ به سبک بین‌المللی»، «هاکی پیست» و «Hoquei em Patins» نیز شناخته می‌شود، مدت‌ها پیش از اختراع رول‌اسکیت این‌لاین وجود داشته است. این ورزش در بیش از شصت کشور انجام می‌شود و طرفدارانی در سراسر جهان دارد. رولر هاکی یک ورزش نمایشی در بازی‌های المپیک تابستانی ۱۹۹۲ بود.
- اینلاین هاکی نوعی از اسکیت هاکی است اما از هاکی روی یخ مشتق شده است و از نوعی توپ هاکی یا توپ استفاده می‌کند. در هاکی این‌لاین از رول‌اسکیت این‌لاین به‌جای اسکیت‌های غلتکی یا «کواد» استفاده می‌کند.
- هاکی روی یخ معلولان یا هاکی روی یخ با سورتمه (به انگلیسی: Ice sledge hockey) ورزشی است که بر اساس بازی هاکی روی یخ برای افراد معلول طراحی شده است. این ورزش در دههٔ ۱۹۶۰ در یک مرکز بازپروری در استکهلم سوئد ابداع شد. در حال حاضر این ورزش یکی از رشته‌های پرطرفدار در بازی‌های پارالمپیک زمستانی است.
- هاکی خیابانی
- هاکی ساحلی
- هاکی ۵ نفره